# Dial Meg for Murder
Dial Meg for Murder («В случае убийства звоните Мег») — одиннадцатая серия восьмого сезона мультсериала «Гриффины». Премьерный показ состоялся 31 января 2010 года на канале FOX.

## Сюжет
Брайан получает работу в журнале «Молодёжь» (Teen People) и его первым заданием становится написать статью о среднестатистической американской девочке. Он решает понаблюдать за Мег, и узнаёт, что она регулярно встречается с парнем по имени Люк, сидящим в тюрьме. Брайан рассказывает об этом Питеру и Лоис, чтобы те остановили её.
Вскоре Люк сбегает и решает спрятаться у Гриффинов дома. Пёс сдаёт его полиции, а вместе с Люком забирают и Мег, по подозрению в укрывательстве преступника. Через некоторое время девушка возвращается домой вне себя от ярости и решает ограбить аптеку Морта Голдмана, чтобы на украденные деньги начать новую жизнь где-нибудь подальше от своей семьи. Брайан останавливает её, показав свою статью, в которой он описывает Мег как «более хорошую и добрую девушку, чем среднестатистическая американка» (far sweeter and kinder than the typical American girl).

## Создание[1]
Авторы сценария: Алекс Картер и Эндрю Голдберг
Режиссёр: Синди Танг
Композитор:
Приглашённые знаменитости: Чейс Кроуфорд (в роли Люка), Эллисон Дженни (в роли редактора журнала Teen People) и Рэйчел Макфарлейн.

## Трансляция
Премьеру эпизода посмотрели 6,212 млн зрителей, а его рейтинг в аудитории от 18 до 49 лет составил 3,2, что оказалось ниже среднего рейтинга сериала в целом (4,4). Основной причиной падения рейтинга, постигшего и другие анимационные сериалы канала Fox, по мнению обозревателя сайта TVbytheNumbers Билла Гормана, явилась то, что их показ совпал по времени с трансляцией таких популярных программ, как «52-я церемония «Грэмми»» и «Про Боул». Тем не менее Dial Meg for Murder превзошёл демонстрировавшиеся в тот же день эпизоды «Симпсонов» (Million Dollar Maybe), «Американского папаши» (A Jones for a Smith) и «Шоу Кливленда» (Our Gang) как по рейтингу, так и по общему количеству просмотров.

## Критика
Джейсона Хьюза из TV Squad порадовал тот факт, что «наконец-то и для Мег нашлась главная роль в эпизоде, который при этом выглядел вполне интересным и забавным».
Асан Хак из IGN поставил эпизоду оценку 9,1 из 10, отметив связный сюжет, основывающийся на контекстуальном юморе, а не на спонтанных шутках.
Тодд ВанДерВерфф из The A.V. Club, напротив, с сожалением отнёсся к недостатку в эпизоде шуток, идущих вразрез с сюжетом, считая, что именно они всегда представляли сильную сторону сериала. По мнению критика, авторы сделали чересчур большую ставку на неполиткорректный юмор и сомнительно смешные сцены насилия.